# Nabopolassar
Nabopolassar (en accadi Nabu-apla-us-ur o Nabu-apla-utsur) (658 aC - 605 aC) va ser un rei caldeu de Babilònia, fundador de l'Imperi neobabilònic i artífex de la caiguda de l'Imperi Assiri. Va dirigir Babilònia durant 20 anys (de 625 aC fins a 605 aC). Era el pare de Nabucodonosor II.

## Biografia
Nabopolassar era un dirigent del País de la Mar d'origen incert (al Cilindre de Nabopolassar, s'auto-anomena "fill de ningú") que va optar per reconèixer com a rei d'Assíria Sinxarixkun, que s'havia proclamat també rei de Babilònia a la mort de Kandalanu, un rei-titella nomenat per Assurbanipal, en un moment de gran confusió a Assíria i Babilònia.
Nabopolassar va saquejar la ciutat d'Uruk amb ajuda d'Elam i va atacar Nippur. Els assiris van reaccionar i van enviar a Babilònia un exèrcit a bloquejar la capital i a ajudar la guarnició assíria de Nippur. Nabopolassar va haver de retrocedir fins a Uruk, on va derrotar els assiris dirigits per Aixuretililani, fill d'Assurbanipal, que va morir durant la lluita l'any 626 aC. Els habitants de babilònia van trencar el setge i van rebutjar també als assiris, i van decidir oferir el tron de Babilònia a Nabopolassar, després d'un interregne d'un any. De totes maneres es creu que tant Sinxarixkun com Aixuretililani van governar almenys una part dels territoris de Babilònia, i se n'havien proclamat reis. Nabopolassar va ser proclamat rei d'Accad a Sippar a finals d'aquell mateix any, i també rei de Babilònia. Així consta a la Llista dels reis de Babilònia.
Arran d'aquesta coronació, Nabopolassar va fundar la Dinastia caldea de Babilònia de la que en va ser Nabucodonosor II, el seu fill, el representant més il·lustre. L'any 623 aC la regió de Der es va sublevar contra Assíria i la ciutat de Nínive va haver de rebutjar un atac que alguns autors pensen que el va fer les tropes del rei de Mèdia Fraortes. Si van ser els medes (el nom no es llegeix a les tauletes conservades) aquest atac podria ser aquell del que parla Heròdot: "Fraortes ... va entrar en guerra contra els assiris, els assiris que controlaven Nínive, encara que llavors no tenien aliats, perquè els havien abandonat... En aquest encontre Fraortes va morir...".
Dels set anys següents del regnat de Nabopolassar no en queda constància. Quan les cròniques en tornen a parlar, al desè any del seu regnat, es constata la força adquirida pels babilonis. Dues vegades va derrotar els assiris, primer el 616 aC quan va remuntar la vall de l'Eufrates fins al riu Khabur, i també les ribes del Tigris fins al Zab Inferior, cosa que va preocupar també al faraó Psamètic I que anys abans havia posseït aquelles terres. Després el 615 aC, a Arapka tot i que no aconseguí apoderar-se d'Assur. Mentrestant, el rei dels medes, Ciaxares que havia succeït Fraortes, va organitzar una gran ofensiva contra Assíria, va atacar Assur, on Nabopolassar va arribar tard per ajudar a conquerir-la, i entre les seves ruïnes va signar un tractat d'amistat amb Ciaxares. A l'estiu del 612 aC la coalició va entrar a Nínive, i la saquejà de dalt a baix, on probablement va morir el rei d'Assíria Sinxarixkun. Una part de l'exèrcit assiri va poder fugir sota les ordres d'Aixurubal·lit II, i els babilonis van saquejar el territori mentre els medes es van emportar cap al seu país la major part dels tresors de Nínive. Nabopolassar va seguir amb la lluita contra els darrers sobirans assiris i es va apoderar d'Haran en 610 aC–609 aC. Cap a l'any 609 aC, Aixurubal·lit II recolzat per importants forces egípcies enviades pel faraó Necó II van travessar l'Eufrates per intentar recuperar Assur. La guarcició babilònia de la ciutat va rebutjar l'atac, abans que Nabopolassar hi pogués arribar, i segurament van matar el rei assiri. Nabopolassar va morir el 1r de setembre del 605 aC, alguns mesos després de la seva abdicació a favor del seu fill Nabucodonosor II.